# Klaus Ampler
Klaus Ampler (15 de novembro de 1940 — 6 de maio de 2016) foi um ciclista de estrada alemão que competiu no ciclismo nos Jogos Olímpicos de Verão de 1968.
Ampler começou o ciclismo em 1957 na Sports associations (East Germany) SV Warnermünde.